# Обикновена албула
Обикновените албули (Albula vulpes) са вид актиноптери от семейство Албулови (Albulidae).
Те са почти застрашен вид.
Таксонът е описан за пръв път от Карл Линей през 1758 година.